# Clas Thunberg
Arnold Clas Robert Thunberg (Helsinki, 5 aprile 1893 – Helsinki, 28 aprile 1973) è stato un pattinatore di velocità su ghiaccio finlandese, uno fra i più importanti e celebri dell’inizio secolo.
È riuscito a conquistare ai I Giochi olimpici invernali tre medaglie d'oro nel pattinaggio su ghiaccio dei 5000 metri, 1500 e nell'Allround. Nella medesima Olimpiade vinse inoltre una medaglia d'argento e una di bronzo nei 1000 e 500 metri. Si ritirò nel mondo del pattinaggio dopo i II Giochi olimpici invernali di Sankt Moritz dove riuscì a guadagnarsi due medaglie d'oro sempre nella sua specialità dei 500 e 1500 metri. È stato più volte pluripremiato nei Campionati del mondo con la medaglia d'oro.